# Medicago rigidula
La carretilla espinosa (Medicago rigidula) es una especie  perteneciente a la familia de las fabáceas.

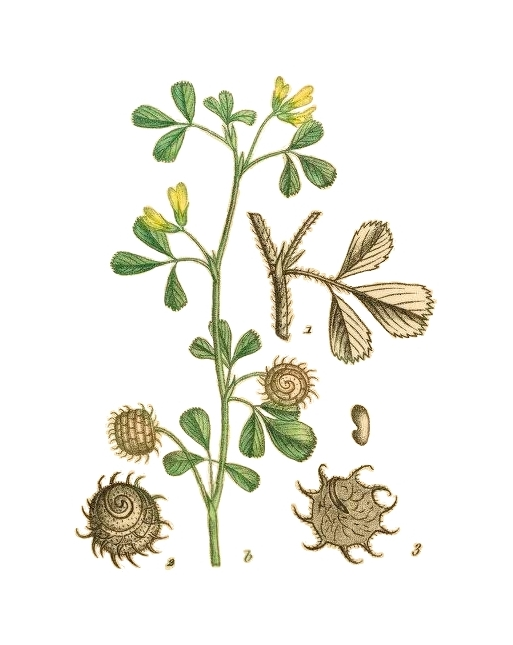
Ilustración

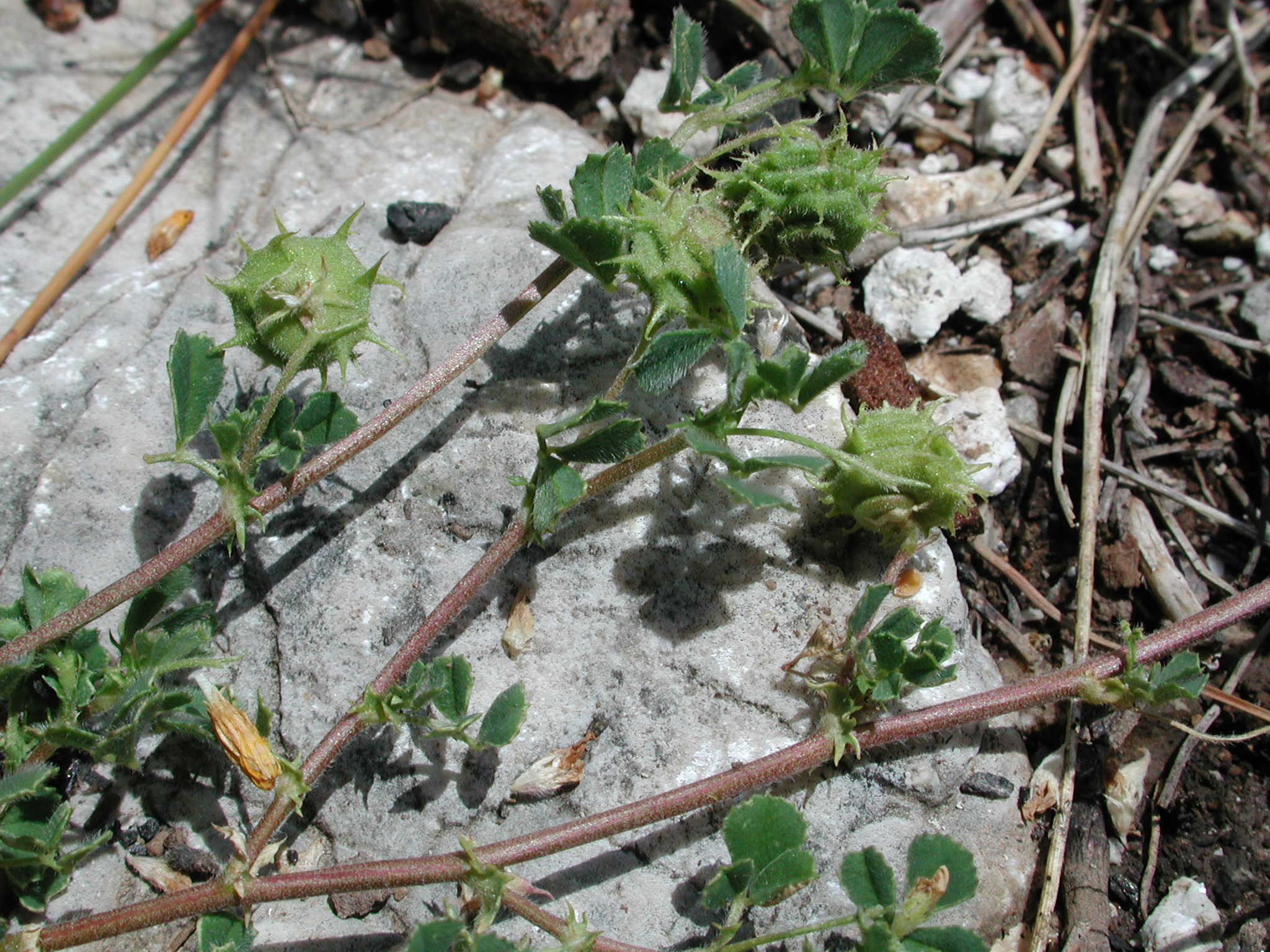
En su hábitat

## Descripción
Como Medicago aculeata  pero con la vaina casi siempre espinosa y densamente peluda-glandular: espirales en sentido contrario a las agujas del reloj.

## Distribución y hábitat
En toda el área mediterránea. Habita en lugares de hierba, campos de barbecho, bordes de caminos y carreteras. Florece en primavera.

## Taxonomía
Medicago rigidula fue descrita por (L.) All.  y publicado en Flora Pedemontana 1: 316. 1785.
Citología
Número de cromosomas de Medicago rigidula (Fam. Leguminosae) y táxones infraespecíficos: 2n=14
Etimología
Medicago: nombre genérico que deriva del término latíno medica, a su vez del griego antiguo: μηδική (πόα) medes que significa "hierba".
rigidula: epíteto latíno que significa "algunas veces rígida".
Variedades
- Medicago rigidula var. submitis (Boiss.) Ponert

Sinonimia
- Medicago agrestis Ten.
- Medicago cinerascens Jord.
- Medicago depressa Jord.
- Medicago gerardi Willd.
- Medicago gerardii Willd.
- Medicago germana Jord.
- Medicago morisiana Jord.
- Medicago polymorpha var. rigidula L.
- Medicago timeroyi Jord.[5]

## Nombre común
- Castellano: carrapiso, carretilla espinosa (3), carretones, carretón (4), mielgas, trébol, trébol bravo, trébole.(el número entre paréntesis indica las especies que tienen el mismo nombre en España)[6]